# Formule 2 in 2010
Het Formule 2 kampioenschap van 2010 is het tweede Formule 2 kampioenschap dat in zijn hernieuwde vorm gehouden werd. De eerste twee manches werden gereden op 17 en 18 april op het circuit van Silverstone. Het laatste race-weekend vond plaats op 18 en 19 september in het Spaanse Valencia. De race in België werd dit jaar gereden op het circuit van Zolder.
Met uitzondering van de race op Silverstone werd er tijdens elk race-weekend ook een race gereden uit het World Touring Car Championship. De Brit Dean Stoneman won het kampioenschap voor zijn landgenoot Jolyon Palmer.

## Coureurs

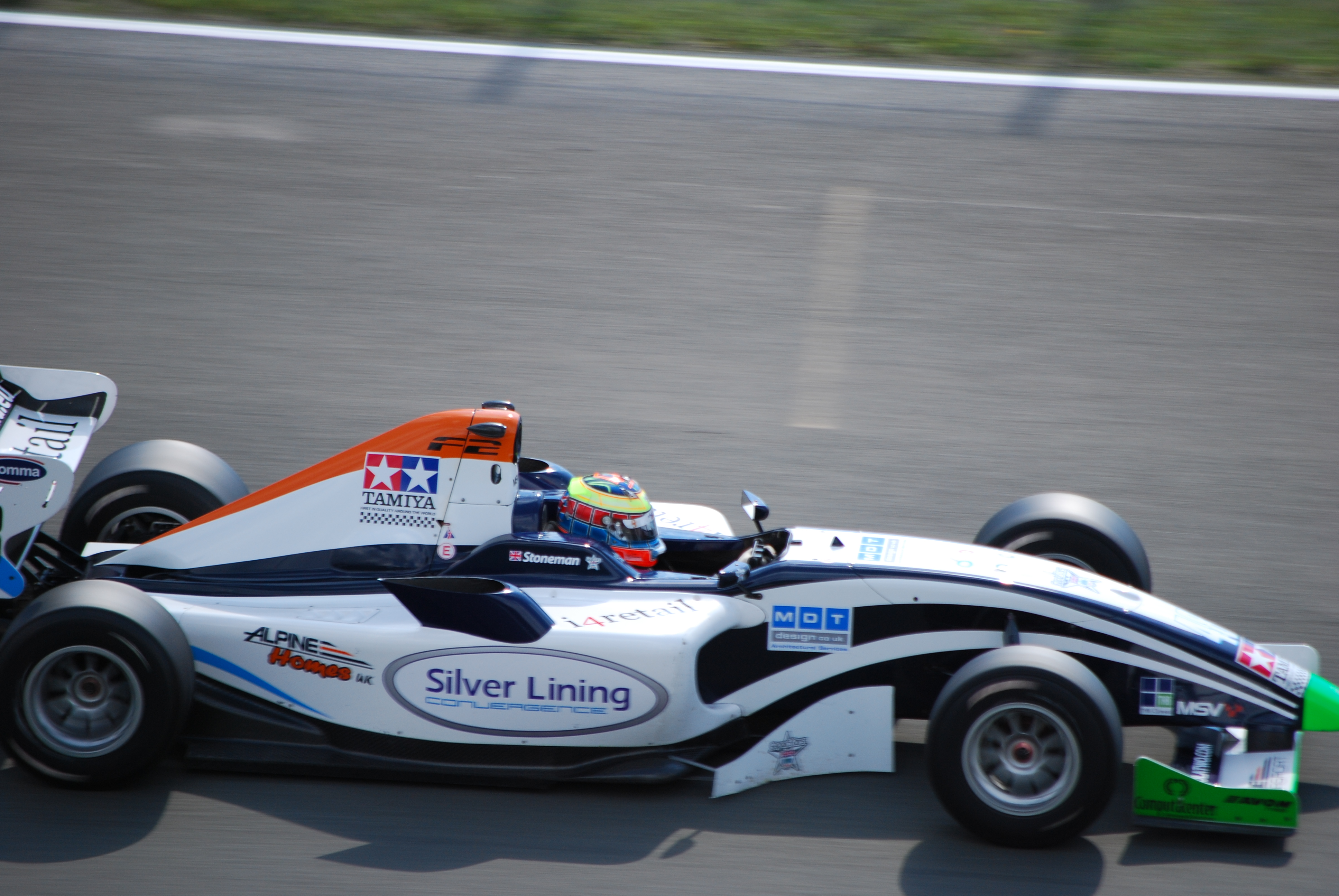
Kampioen Dean Stoneman op de Motorsport Arena Oschersleben.

| Nr. | Coureur                 | Ronde    |
| --- | ----------------------- | -------- |
| 2   | Will Bratt              | Alle     |
| 3   | Jolyon Palmer           | Alle     |
| 4   | Benjamin Bailly         | Alle     |
| 5   | Ricardo Teixeira        | Alle     |
| 6   | Armaan Ebrahim          | Alle     |
| 7   | Ivan Samarin            | Alle     |
| 8   | Plamen Kralev           | Alle     |
| 9   | Mihai Marinescu         | Alle     |
| 10  | Benjamin Lariche        | Alle     |
| 11  | Jack Clarke             | Alle     |
| 12  | Kelvin Snoeks           | 1-5, 7-9 |
| 14  | Sergej Afanasjev        | Alle     |
| 16  | Ramón Piñeiro           | 9        |
| 17  | Johan Jokinen           | 1-3      |
| 19  | Nicola de Marco         | Alle     |
| 21  | Kazimieras Vasiliauskas | Alle     |
| 22  | Johannes Theobald       | 8-9      |
| 24  | Tom Gladdis             | 1, 6-7   |
| 26  | Parthiva Sureshwaren    | 1-6      |
| 27  | Paul Rees               | 1-4      |
| 28  | Ajith Kumar             | 1-3      |
| 28  | Julian Theobald         | 6-8      |
| 33  | Philipp Eng             | Alle     |
| 48  | Dean Stoneman           | Alle     |
| 77  | Natalia Kowalska        | 1-7, 9   |

## Races
| Ronde | Ronde | Circuit      | Datum                | Poleposition            | Snelste ronde           | Winnaar                 |
| ----- | ----- | ------------ | -------------------- | ----------------------- | ----------------------- | ----------------------- |
| 1     | R1    | Silverstone  | 17-18 april          | Jolyon Palmer           | Jolyon Palmer           | Jolyon Palmer           |
| 1     | R2    | Silverstone  | 17-18 april          | Philipp Eng             | Philipp Eng             | Philipp Eng             |
| 2     | R1    | Marrakesh    | 1-2 mei              | Dean Stoneman           | Dean Stoneman           | Dean Stoneman           |
| 2     | R2    | Marrakesh    | 1-2 mei              | Philipp Eng             | Philipp Eng             | Philipp Eng             |
| 3     | R1    | Monza        | 22-23 mei            | Jolyon Palmer           | Johan Jokinen           | Jolyon Palmer           |
| 3     | R2    | Monza        | 22-23 mei            | Jolyon Palmer           | Mihai Marinescu         | Jolyon Palmer           |
| 4     | R1    | Zolder       | 19-20 juni           | Dean Stoneman           | Dean Stoneman           | Dean Stoneman           |
| 4     | R2    | Zolder       | 19-20 juni           | Benjamin Bailly         | Sergej Afanasjev        | Benjamin Bailly         |
| 5     | R1    | Algarve      | 3-4 juli             | Jolyon Palmer           | Jolyon Palmer           | Jolyon Palmer           |
| 5     | R2    | Algarve      | 3-4 juli             | Jolyon Palmer           | Dean Stoneman           | Dean Stoneman           |
| 6     | R1    | Brands Hatch | 17-18 juli           | Dean Stoneman           | Dean Stoneman           | Dean Stoneman           |
| 6     | R2    | Brands Hatch | 17-18 juli           | Kazimieras Vasiliauskas | Dean Stoneman           | Philipp Eng             |
| 7     | R1    | Brno         | 31 juli - 1 augustus | Dean Stoneman           | Nicola de Marco         | Nicola de Marco         |
| 7     | R2    | Brno         | 31 juli - 1 augustus | Dean Stoneman           | Jolyon Palmer           | Jolyon Palmer           |
| 8     | R1    | Oschersleben | 4-5 september        | Sergej Afanasjev        | Nicola de Marco         | Dean Stoneman           |
| 8     | R2    | Oschersleben | 4-5 september        | Dean Stoneman           | Kazimieras Vasiliauskas | Dean Stoneman           |
| 9     | R1    | Valencia     | 18-19 september      | Nicola de Marco         | Will Bratt              | Nicola de Marco         |
| 9     | R2    | Valencia     | 18-19 september      | Kazimieras Vasiliauskas | Kazimieras Vasiliauskas | Kazimieras Vasiliauskas |

## Eindstand (top 10)
| #  | Coureur                 | Aantal overwinningen | Punten |
| -- | ----------------------- | -------------------- | ------ |
| 1  | Dean Stoneman           | 6                    | 284    |
| 2  | Jolyon Palmer           | 5                    | 242    |
| 3  | Sergej Afanasjev        | 0                    | 157    |
| 4  | Kazimieras Vasiliauskas | 1                    | 153    |
| 5  | Will Bratt              | 0                    | 144    |
| 6  | Philipp Eng             | 3                    | 142    |
| 7  | Benjamin Bailly         | 1                    | 130    |
| 8  | Nicola de Marco         | 2                    | 98     |
| 9  | Jack Clarke             | 0                    | 81     |
| 10 | Armaan Ebrahim          | 0                    | 78     |